# Bruno Arich-Gerz
Bruno Arich-Gerz (* 1966) ist ein deutscher Literaturwissenschaftler. Unter dem Pseudonym Bruno Laberthier veröffentlicht er Kriminalromane und -erzählungen. Er lebt in Hürth bei Köln und in Darmstadt.

## Arbeitsschwerpunkte
Arich-Gerz hat 2000 über den US-amerikanischen Prosaschriftsteller Thomas Pynchon an der Universität Konstanz promoviert und arbeitete im Rahmen einer Juniorprofessur an der TU Darmstadt zu den Themen namibische Postkolonialität in Literatur und Kultur sowie zu deutschen und amerikanischen Darstellungen des KZ Mittelbau-Dora. Danach war er an der Bergischen Universität Wuppertal beschäftigt. An der RWTH Aachen University forscht und lehrt er seit 2021 zu Hydrolinguistik als Teil der Blue Humanities, zu Deutsch als Fremdsprache in Afrika und in den Science and Technology Studies (Dänische Nerze in der Pandemie-Politik. Ein Akteur-Netzwerk Essay, 2022).

## Schriften
- Gasthörerschaften. Deutsch und afrikanisches Sprechen in Transformation (Hamburg: Textem. 2024)
- Dänische Nerze in der Pandemie-Politik. Ein Akteur-Netzwerk Essay (Frankfurt/M.: Brandes & Apsel, 2022)
- Mittelbau-Dora. American and German Representations of a Nazi Concentration Camp: Literature, Visual Media and the Culture of Memory from 1945 to the Present (Bielefeld: Transcript, 2009)
- Namibias Postkolonialismen. Texte zu Gegenwart und Vergangenheiten in Südwestafrika (Bielefeld: Aisthesis, 2008)
- Lesen – Beobachten. Modell einer Wirkungsästhetik mit Thomas Pynchons ‘Gravity’s Rainbow’ (Konstanz: UVK, 2001)

Romane und Erzählungen
- Safariland, zweifach (mit Anne Storch). Hamburg: Textem, 2024 ISBN 978-3-86485-328-9.
- Vom Künstler des guten Sterbens (als Bruno Szturm). Frankfurt/M., 2020 (eBook).

Krimis:
- Alle Böcke beißen. Rheinlese Verlag, Ingelheim, Mai 2010 ISBN 978-3-9808820-9-5.
- Alle Heiner freu’n sich. Gardez! Verlag, Remscheid, 2015.
- Alle Löwen feiern. Gardez! Verlag, remscheid, 2016.
- Eifelfluten. Eifeler Literaturverlag, Oktober 2022, ISBN 978-3-96123-050-1.[1]